# Solterichthys
Solterichthys è un genere estinto di pesci ossei appartenente alla famiglia dei Phosichthyidae, vissuto nell'Eocene inferiore (Ypresiano) nella regione di Trento, Italia. L'unica specie nota è Solterichthys macrognathus.

## Etimologia
Il nome del genere deriva dal toponimo Solteri, località fossilifera nella Provincia di Trento, unito al termine greco "ἰχθύς" (ichthys), che significa "pesce". L'epiteto specifico della specie tipo, macrognathus, unisce il latino "macro" (grande) e il greco "γνάθος" (gnathos, mascella), in riferimento alle grandi dimensioni della mandibola.

## Descrizione
L’unico esemplare conosciuto di Solterichthys macrognathus (olotipo MUSE-PAL 6792–6814) consiste in uno scheletro articolato incompleto, privo della parte posteriore del corpo e delle pinne mediane. La lunghezza conservata del fossile è di 33,8 mm.
Il corpo è affusolato e compresso lateralmente, con la massima profondità nella regione cefalica. La bocca è terminale e molto ampia. La mascella presenta una premascella allungata, che si estende oltre la metà della lunghezza della mascella, e ospita circa 30 piccoli denti ad ago. La mandibola, di dimensioni simili alla mascella, presenta circa 20 denti simili. Le mascelle si articolano posteriormente all’orbita. Sono presenti 12 raggi branchiostegali e la pinna pettorale è composta da 13 raggi.

## Classificazione
Solterichthys macrognathus è stato descritto per la prima volta nel 2025, sulla base di un unico fossile rinvenuto nel giacimento di Solteri, all’interno della Formazione di Chiusole in provincia di Trento, risalente all'Eocene inferiore (Ypresiano). Solterichthys è attribuito alla famiglia Phosichthyidae per la presenza di tratti diagnostici distintivi della famiglia, tra cui la premascella allungata, denti uniformi, e la presenza di fotofori, elementi tipici di questa famiglia di Stomiiformes.
Si distingue dalle specie della famiglia Gonostomatidae per l’assenza di dentatura eterodonte (alternanza di denti lunghi e corti), per una premascella proporzionalmente più lunga e per la presenza di fotofori, assenti nei gonostomatidi.

## Importanza paleontologica
Solterichthys macrognathus rappresenta il più antico Phosichthyidae conosciuto, estendendo la documentazione fossile della famiglia fino all’Ypresiano, fornendo una preziosa testimonianza della fauna mesopelagica della Tetide durante l’Eocene inferiore.